# 안둥성 (만주국)
안둥성(중국어 간체자: 安东省, 정체자: 安東省, 병음: Āndōng, 한국어: 안동성)은 만주국의 성이다. 약칭은 안(安)이다. 1934년 만주국 정부는 안둥성을 신설하였으며, 1945년 8월 만주국이 해체되면서 자연 소멸하였다.

## 역사
1934년(강덕 원년) 12월 1일 펑톈성(奉天省)의 안둥(安东), 펑청(凤城), 슈옌(岫岩), 좡허(庄河), 콴뎬(宽甸), 환런(桓仁), 지안(輯安), 퉁화(通化), 린장(臨江), 창바이(长白), 푸쑹(抚松)의 11현을 안둥성으로 신설하였고, 성공서(省公署)를 안둥 현에 설치하였다. 1937년(강덕 4년) 7월 1일 퉁화성의 신설에 수반하여 퉁화(通化), 린장(临江), 창바이(长白), 푸쑹(抚松)의 5현이 퉁화성으로 이관되었고 1시 5현을 관할하게 되었다.

## 행정 구역
1945년 8월, 만주국 해체 직전의 행정 구역
- 안둥시(安东市)
- 펑톈현(凤城县)
- 슈옌현(岫岩县)
- 좡허현(庄河县)
- 콴뎬현(宽甸县)

## 같이 보기
- 만주국의 행정 구역